# Pauli Salonen
Paul Vilhelm „Pauli“ Salonen (* 14. Februar 1916 in Hollola; † 10. Januar 2009 in Lahti) war ein finnischer Skilangläufer und Nordischer Kombinierer.
Salonen, der für den Lahden Hiihtoseura startete, belegte bei den nordischen Skiweltmeisterschaften 1938 in Lahti den 184. Platz über 18 km und den 48. Rang in der Nordischen Kombination. Bei den Nordischen Skiweltmeisterschaften 1941 in Cortina d’Ampezzo holte er die Silbermedaille in der Nordischen Kombination. Fünf Jahre später wurde diese WM von der FIS aber für ungültig erklärt, weshalb diese Medaille keinen offiziellen Status mehr hat. In den Jahren 1943 und 1945 errang er bei den Lahti Ski Games den vierten Platz in der Nordischen Kombination. Bei den Olympischen Winterspielen 1948 in St. Moritz lief er auf den 24. Platz über 18 km und auf den siebten Rang in der Nordischen Kombination. Im folgenden Jahr kam er bei den Lahti Ski Games auf den dritten Platz in der Nordischen Kombination.